# 青い冠の聖母
『青い冠の聖母』（あおいかんむりのせいぼ〈伊: Madonna del Diadema blu、仏: La Vierge au diadème bleu〉）または『冠の聖母』（かんむりのせいぼ）は、盛期ルネサンスの画家ラファエロ・サンティとその弟子ジャンフランチェスコ・ペンニの合作による絵画。板に油彩で描かれた板絵で、現在はパリのルーヴル美術館が所蔵している。
『青い冠の聖母』は、ルーヴル美術館では『聖母子と幼き洗礼者聖ヨハネ』という名前で展示されているが、一般には『ヴェールの聖母』 あるいは『青い冠の聖母』という通称で知られている。また、『リンネルの聖母』、『まどろむ幼児キリスト』、『沈黙の聖母』と呼ばれることもある。

## 来歴
『青い冠の聖母』には、ペーシャで二枚に裁断されて樽の蓋代わりに使われており、後に再発見されたときに巧妙に元通り繋ぎ合わされたという伝承がある。また、『青い冠の聖母』にはよく似た別のヴァージョンもあり、こちらは三枚に分割されて三連祭壇画のような構成になっていたが、後に元通りに修復されている。
この作品は、16世紀の終わりに パリのシャトーヌフ・コレクションに収蔵され、後にコレクションの相続人であるド・ラ・ヴァリエール侯爵家が受け継いだ。少なくとも1620年までは、当時フランスの外務大臣だったド・ラ・ヴァリエール侯爵家のラ・ヴァリエール・コレクションに『青い冠の聖母』が収蔵されていたことが分かっている。その後1713年にはフランス王ルイ14世の子息トゥールーズ伯ルイ・アレクサンドル・ド・ブルボンの所有となり、さらに1728年にサヴォイア＝カリニャーノ家のコレクションへと移された。
『青い冠の聖母』は、1728年から1743年の間はカリニャーノ公ヴィットーリオ・アメデーオ1世が所蔵していた。ヴィットーリオ・アメデーオ1世の死後に公爵位を継いだ息子のルイージ・ヴィットーリオが絵画コレクションを相続したが、1743年に画家リゴーの仲介で フランス国王ルイ15世に『青い冠の聖母』を売却している。
ラファエロが単独で制作した絵画が最後にフランス王家のコレクションに加えられたのは1742年で、これもルイ15世によるカリニャーノ家からの購入だった。

## 外観
『青い冠の聖母』の作者が誰かの議論はあるが、構成はまず間違いなくラファエロの手によるものである。また、鮮やかな酸性色の色使い、陶磁器を思わせる仕上げから判断すると、絵画として完成させたのはラファエロの弟子ジャンフランチェスコ・ペンニで、1518年ごろの作品ではないかと考えられている。
『青い冠の聖母』では、眠る幼児キリストの頭上にマリアが右手でヴェールをかかげている。ルネサンス期の絵画作品においてマリアのヴェールは、生誕後間もないキリストをマリア自身がかぶっていたヴェールでくるんだという伝承をあらわし、さらには将来のキリストの磔刑の予兆を意味する象徴として使用されていた。キリストの顔は鑑賞者の方を向き、赤いアンダードレスの上に腰でとめたチュニックをまとうマリアの左手は幼児洗礼者ヨハネの肩を抱くようにまわされている。正面を向いているキリストとは対照的に、マリアとヨハネは横顔で描かれている。
『青い冠の聖母』はコンデ美術館が所蔵するラファエロの『ロレートの聖母』（1508年 - 1509年ごろ）と、ヴェールを象徴的に持ち上げるマリアのポーズなどがよく似ている。しかしながら、背景の崩れ落ちたヴィッラ・サケッティと放棄された葡萄畑に見られるように、ラファエロは『青い冠の聖母』により劇的な要素を加えている。また、キリストの容貌や身体表現も後年に描かれた『青い冠の聖母』の方が洗練された印象を与え、平穏で静謐なキリストと対照的な畏敬の念に満ちた祈りを捧げるヨハネが描かれている。

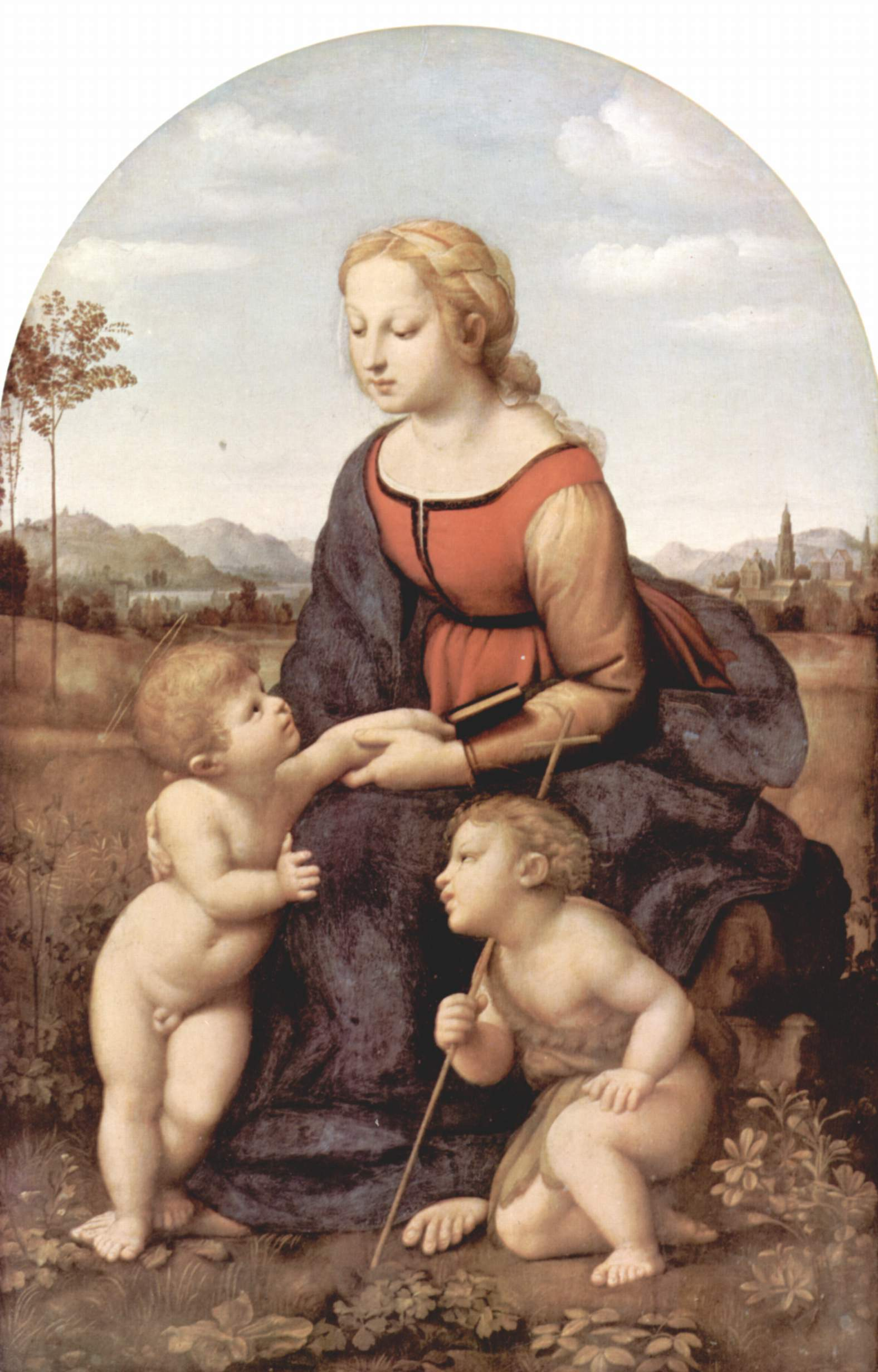
「美しき女庭師」ラファエロ、1507年。